# Westlicher Langschnabeligel

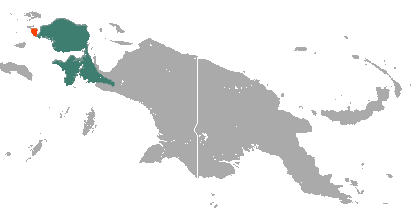
Verbreitungsgebiet des westlichen Langschnabeligels
Rot = Ausgestorben
Grün = Beheimatet

Der Westliche Langschnabeligel (Zaglossus bruijni) ist die Typusart der Gattung Zaglossus, und eine der drei Arten, die auf der Insel Neuguinea vorkommt. Möglicherweise ist sie auch in der nordwestaustralischen Kimberleyregion verbreitet. Auch fossil ist diese Art aus Australien bekannt.
Der Artzusatz im wissenschaftlichen Namen ehrt den niederländischen Tiersammler Anton August Bruijn.

## Merkmale
Der Westliche Langschnabeligel lebt auf Neuguinea in Höhen zwischen 1300 und 4000 Metern, in den südlichen Tieflanden und an der Nordküste Neuguineas kommt diese Art nicht vor. Die bevorzugten Lebensräume dieser Art sind alpine Wiesen und feuchte Bergwälder. Im Gegensatz zum Kurzschnabeligel frisst diese Art Erdwürmer. Der Westliche Langschnabeligel erreicht ein Gewicht von bis zu 16,5 kg. Die Schnauze ist länger als die eines Kurzschnabeligels und ist nach unten gebogen, die Dornen sind von dem langen Fell nicht zu unterscheiden. Er lässt sich von den anderen Arten durch die Anzahl der Klauen an Vorder- und Hinterpfoten unterscheiden; er hat je drei (selten vier) Klauen an jeder Pfote.

## Bedrohung
Die Anzahl der Westlichen Langschnabeligel hat aufgrund von Lebensraumzerstörung und Jagd durch den Menschen stark abgenommen. Der Westliche Langschnabeligel ist eine Delikatesse, und obwohl die Jagd auf diese Art durch die Regierungen Indonesiens und Papua-Neuguineas verboten wurde, ist die traditionelle Jagd immer noch erlaubt.
Der Westliche Langschnabeligel wird von der IUCN als stark gefährdet (endangered) aufgelistet.
Im Dezember 2005 konnte eine Expedition, geleitet von Conservation International, in den Fojabergen der Provinz Papua in Indonesien mehrere Exemplare dieser Population der Säugetiere aufsammeln.
2013 verstarb der letzte europäische Westliche Langschnabeligel. In Deutschland hielt lediglich der Zoo Berlin diese Langschnabeligelart.